# Chiesa di Santa Maria del Giglio (Castiglione della Pescaia)

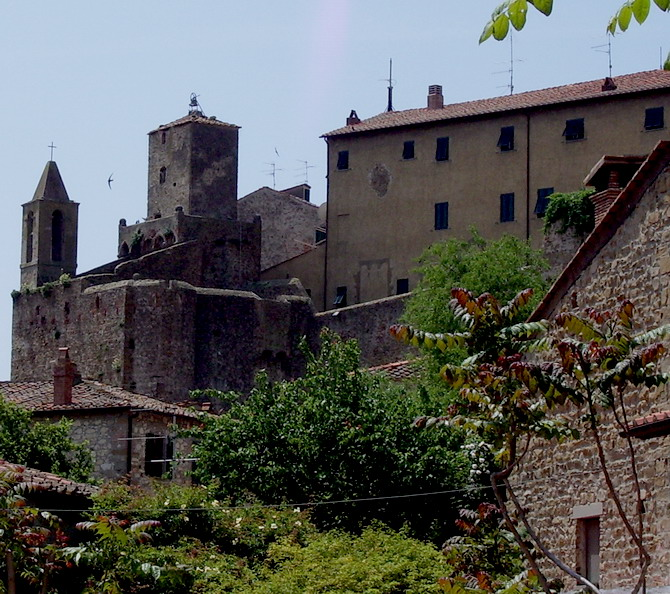
Parziale veduta da nord della chiesa e del campanile ottocentesco

La chiesa di Santa Maria del Giglio si trova a Castiglione della Pescaia, in provincia di Grosseto.

## Storia
Inglobata nella parte meridionale delle mura immediatamente sotto il torrione con l'orologio fatto ingrandire da Ferdinando I nel 1608, la chiesa risale tuttavia al XIII secolo, probabilmente come cappella riservata alla guarnigione: in epoca medievale il luogo di culto portava la denominazione di cappella di Santa Maria della Porta.
L'attuale edificio fu eretto nel 1773, utilizzando i materiali edilizi provenienti dal vicino romitorio di Santa Petronilla oramai già definitivamente abbandonato; nel 1812 è stata integralmente restaurato, come si può leggere nella lapide posta alla destra dell'ingresso.

## Architettura

### Esterno
La chiesa, causa l'ampliamento del torrione, appare priva di facciata, schiacciata tra l'antiporto e l'accesso alle mura. In realtà, esaminando attentamente il corpo di fabbrica, è possibile notare che vi è una facciata priva di portale d'ingresso, con un rosone circolare nella parte alta, che corrisponde internamente all'area absidale. Le strutture murarie esterne si presentano in conci di pietra, con la parete occidentale incorporata in un tratto delle Mura di Castiglione della Pescaia; lungo la parete orientale si aprono due monofore che contribuiscono all'illuminazione naturale dell'interno del luogo di culto.
Originariamente, l'edificio religioso presentava un campanile a vela a due celle campanarie, che si elevava poggiando sulla parte sommitale del fianco laterale destro. L'attuale torre campanaria a sezione quadrata con cuspide sommitale sostituì il preesistente campanile a vela a seguito della ristrutturazione ottocentesca.

### Interno
L'interno, di piccole dimensioni è ad aula unica; sull'altare maggiore è collocata una tela settecentesca di modesta fattura con la Madonna col Bambino e due angeli, denominata Madonna del Giglio, considerata la copia di un'immagine quattrocentesca: l'immagine è molto venerata dalla popolazione in seguito ad un evento miracoloso che si verificò proprio in questa chiesa.